# Испанска ела
Испанската ела (Abies pinsapo) достига височина до 25 m и около 1 m диаметър.
Короната е ширококонусовидна и достига почти до основата на стъблото. Кората е тъмносива, гладка, а при възрастните дървета плочковидно напукана. Младите клонки са голи, червено-кафяви. Пъпките са заоблени и засмолени. Листата са линейни, сравнително къси – от 8 до 13 mm и 2 – 3 mm широки, твърди, сиво-зелени. Наредени са по цялата обиколка на клонката. Мъжките генеративни органи са събрани в овални, тъмночервени реси. Женските са цилиндрични шишарки, дълги 10 – 15 cm, с диаметър 4 – 5 cm, най-често групирани близо до върха. Покривните люспи са значително по-къси от семенните. Семето е дълго около 7 mm, тъмнокафяво и има светлокафяво крилце.
Испанската ела има сравнително бавен растеж. Не е взискателна към богатство на почва и се развива успешно на песъчливи и сухи почви. Тя е топлолюбив и светлолюбив вид. Устойчива е на вредни газове в атмосферата. Естественият ѝ ареал е ограничен в южните части на Испания и Мароко, от 1000 до 2000 метра надморска височина, където образува чисти насаждения в по-високите части и смесени в по-ниските. Отглежда се успешно в Западна и Средна Европа. В България се култивира главно като парково дърво.
Различават се три вариетета:
- Abies pinsapo var. pinsapo – разпространен в Испания
- Abies pinsapo var. marocana – разпространен в Мароко
- Abies pinsapo var. tazaotana – Мароко

## Природозащитен статут
- Червен списък на световнозастрашените видове (IUCN Red List) – Почти застрашен вид (Lower Risk Near Threatened LR/nt)[1]